# Drents

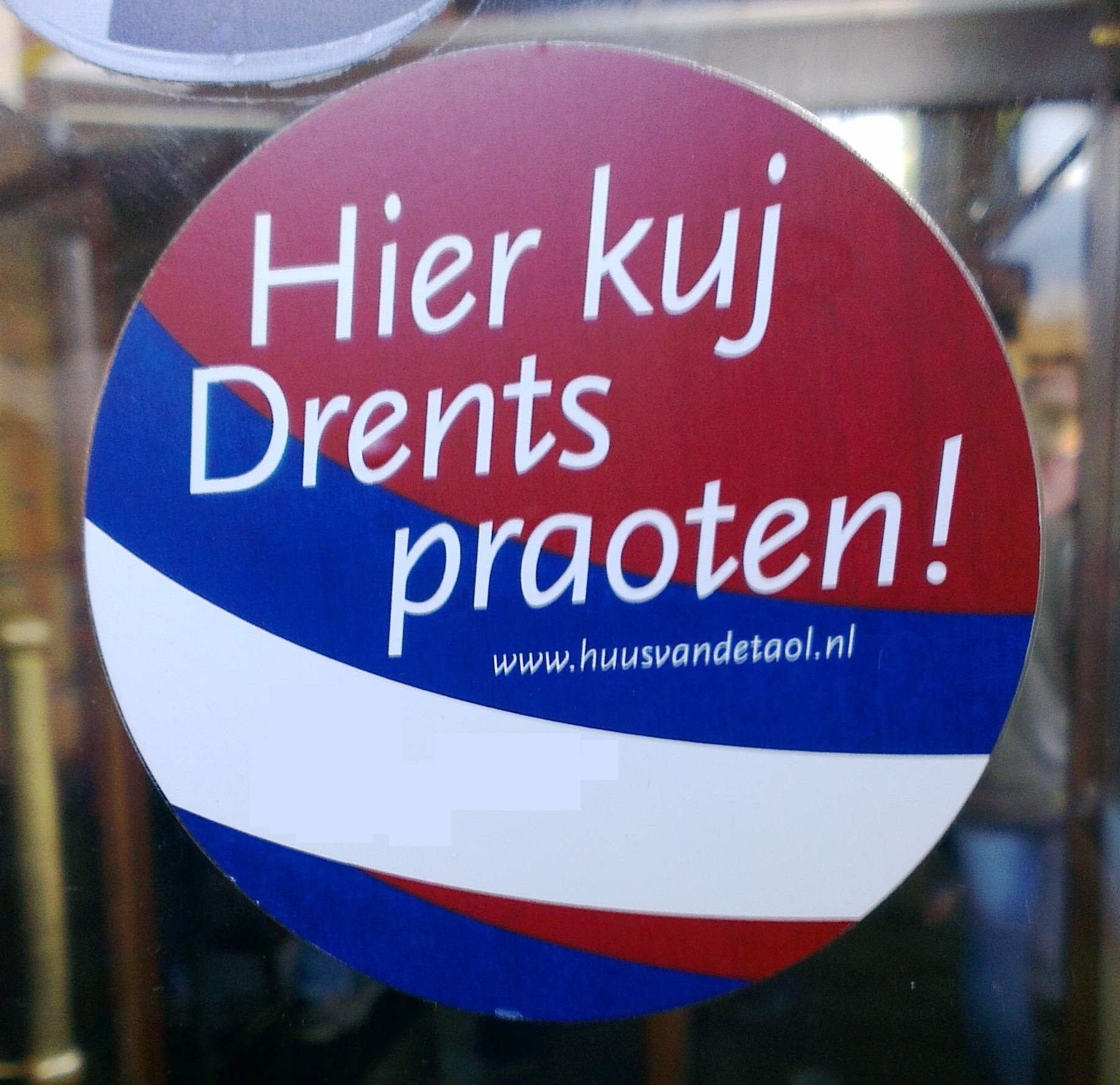
Sticker ter promotie van de Drentse taal

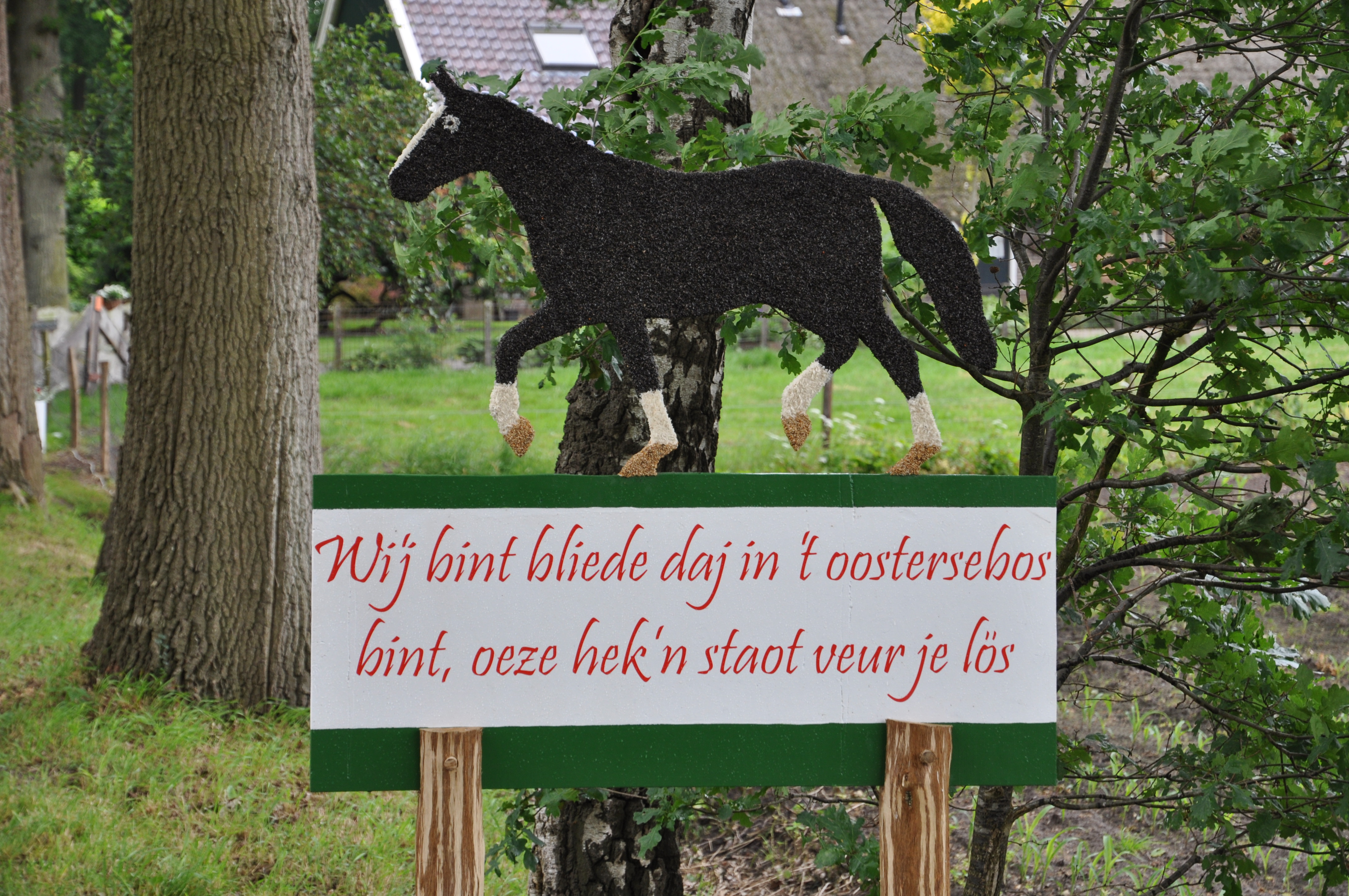
Zuidoost Zand-Drents in het Oostersebos in Schoonebeek

Drents (Drents: Drèents, Dreins) is een verzamelnaam voor een aantal variëteiten van het Nedersaksisch die gesproken worden in het grootste deel van Drenthe. Het Drents wordt nog door de helft van de Drentse bevolking gesproken. Nedersaksisch maakt op zijn beurt weer deel uit van het Nederduits.

## Taal en dialecten

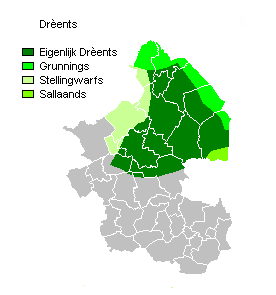
Taalvariëteiten in Drenthe

In tegenstelling tot het Frankisch en het Fries maakt het Drents dus wél onderdeel uit van het Nedersaksisch . Overigens is het Nedersaksisch een door de Nederlandse overheid erkende regionale taal (oftewel streektaal), evenals het Limburgs. Fries is een van de twee officiële talen in Nederland.
De Stichting Drentse Taol verdeelde ooit zeven hoofdvarianten van het Drents binnen de provincie, gebaseerd op het onderzoek van G.H. Kocks, de samensteller van het Woordenboek der Drentse Dialecten:
- het Noordenvelds
- het Zuidoost Zand-Drents
- het Zuidoost Veen-Drents
- het Midden-Drents
- het Zuidwest Noord-Drents (zie Stellingwerfs)
- het Zuidwest Zuid-Drents
- het Veenkoloniaals

Het Veenkoloniaals, maar ook het Noordenvelds (ook wel Noord-Drents genoemd), worden echter ingedeeld bij de Groningse dialecten.

## Drentse schrijfwijze
Het Huus van de Taol besteedt in samenwerking met Rijksuniversiteit Groningen en RTV Drenthe regelmatig aandacht aan de 'olde taol' in de media. Hoewel het Drents verschillende dialecten kent binnen de provinciale grenzen kent het Drents een standaard schrijfwijze. De belangrijkste regel is daarbij dat het Nederlands zoveel mogelijk gehandhaafd blijft. 'Loopm' wordt geschreven als in het Nederlands 'lopen', ook al wordt de helft van het woord 'ingeslikt'. De tweede belangrijke regel is dat de 'ao' klank ook als zodanig wordt geschreven. Dus niet 'oa', zoals in het Gronings.

## Vitaliteit
In een enquête uit 2018 op negen verschillende Drentse middelbare scholen onder 376 middelbare scholieren uit klas 1 en 2 die op vmbo basis lwoo, vmbo basis en vmbo kader zaten gaf 20,0% aan volledig de regionale taal te kunnen praten. 48,4% gaf aan een beetje de regionale te kunnen praten en 31,6% gaf aan helemaal niet de regionale taal te kunnen praten. 68,4% gaf dus aan affiniteit met het Drents te hebben. 93,8% van de Drentssprekenden was opgegroeid in de provincie Drenthe tegenover 85,7% van de niet-Drentstaligen. Na het invullen van een vragenlijst scoorde 28,0% in de categorie 'proficient user', 49,8% in de categorie 'independent user' en 22,2% scoorde in de categorie 'basic user.'
|                           | Percentage | Tweetalig met Drents opgegroeid? |  | Score naar categorie | Percentage |
| ------------------------- | ---------- | -------------------------------- |  | -------------------- | ---------- |
| Spreekt volledig Drents   | 20,0%      | 82%                              |  | Proficient user      | 28,0%      |
| Spreekt een beetje Drents | 48,4%      | 51%                              |  | Independent user     | 49,8%      |
| Spreekt geen Drents       | 31,6%      | 29%                              |  | Basic user           | 22,2%      |

Ten opzichte van het Nederlands werd Drents als een beetje ouderwets gezien, meer landelijk en enigszins grappiger (niet serieus, niet grappig versus zeer serieus). Daarnaast werd het Drents als minder intelligent dan het Nederlands beschouwd. Enkel degene die aangeven Drents te spreken beoordeelden zowel het Nederlands als Drents als even intelligent. Zowel Nederlands als Drents scoorden in de categorie 'quite sociable' alhoewel het Drents slechter scoorde. De Drentstaligen oordeelden dat het Drents socialer klonk dan het Drents terwijl de niet-Drentstaligen en de personen die een beetje Drents konden oordeelden dat Drents iets minder sociaal klonk. Het Drents werd als minder mooi beoordeeld dan het Nederlands. De Drentstaligen oordeelden dat het Drents mooier klonk dan het Nederlands, het omgekeerde gold voor de niet-Drentstaligen en de personen die een beetje Drents konden. Beiden groepen oordeelden positief over het Drents. Drentstaligen gaven aan positief te oordelen over Drents als vak op de middelbare school waar personen die een beetje Drents konden wat minder positief oordeelden. Beiden groepen zouden het zonde vinden als het Drents zou verdwijnen. Dit standpunt gold voor Drentstaligen het sterkst. 53,8% van de niet-Drentstaligen gaf aan het niet belangrijk te vinden of het Drents zou (blijven) bestaan. 46,2% vond dat wel belangrijk. 34,5% vond het Drents (zeer) fijn om te horen, 65,5% (zeer) onplezierig. 18,5% van de niet-Drentstaligen was bereidt Drents te leren en 81,5% niet. Contact met het Drents gebeurde het vaakst bij de grootouders en ouders en met vrienden.
Begin jaren 2000' in een enquête van onder andere RTV Drenthe was 48% van de respondenten voor een grotere inspanning van scholen voor het behoud van streektalen. 87% vond dat streektalen behouden moesten blijven.

## Bijzonderheden
- Het Drents kwam in de jaren zeventig onder de aandacht van velen dankzij de Nederlandse televisie-serie Bartje, naar het gelijknamige boek van Anne de Vries.

- De popgroepen The Dutch Boys en Skik, het Börker Trio, de band Mooi Wark, de Kiender van Jan ten Brink en de Zusjes De Roo gebruik(t)en Drentstalige teksten.
- Sinds eind 2023 beslissen steeds meer gemeenten om ook Drentse plaatsnaamborden te plaatsen.[14]